# オックスフォードシャー
オックスフォードシャー（英: Oxfordshire）は、イングランド南東部の地域。オックスフォードシャー州 (the county of Oxfordshire、Oxfordshire county) とも呼ばれる。略称はオクソン（Oxon、ラテン語化したOxoniaから）。ノーサンプトンシャー州、バッキンガムシャー州、バークシャー州、ウィルトシャー州、グロスターシャー州、ウォリックシャー州と隣接する。
オックスフォード、チャーウェル、ヴェールオヴホワイトホース（かつてはアフィントンホワイトホース）、西オックスフォードシャー、南オックスフォードシャーの5つの地区からなる。
観光業が盛んで、モータースポーツ関連の企業や施設が多い。オックスフォード大学出版局があることから、印刷・出版業も集中している。オックスフォード大学も同様に、この地域にバイオテクノロジー企業が集中する一因となっている。
人口はオックスフォードに集中している。そのほか主要な都市として、オックスフォードの北にあるビスター、バンベリー、チッピングノートン、西のウィットニー、東のテームとチナー、南のアビンドン、ワンテージ、ディッドコット、ヘンリーオンテームズなどがある。南ミッドランズに近いバンベリ、ビスター、ディッドコット周辺は開発が進んでおり、人口増加が期待されている。
州内の最高地点は、ヴェールオヴホワイトホースのホワイトホースヒル（261メートル）である。
州花は、スネークヘッドフリティラリ (Snake's-head Fritillary) である。

## 歴史
オックスフォードシャーは歴史上常に重要な位置にあり、南部の主要都市とオックスフォードの（アングロ・サクソン語のOxenaford（「雄牛の浅瀬」）から来た）名立たる村落の間に今も残る重要な農村地帯である。ローマ人に無視されたため、オックスフォードの村落が形成されるまでオックスフォードシャーは目立った成長は見られなかった。アルフレッド大王はウォンテージで生まれた。オックスフォード大学は1096年に設立された。オックスフォードシャーは13世紀からコッツウォールズ木材取引に加わっている。グレート・ウェスタン鉄道は1839年にディドコットまで延びた。20世紀にはいってからは、農業は重要性は急速に低下し、現時点での農業就業人口は全人口の1％以下となっている。
1808年に14の村（バンプトン、バンベリー、ビンフィールド、ブロックスハム、バリンドン、チャドリントン、ドーチェスター、ユールム、ラングトゥリー、リューナー、パートン、プローリー、テームズ、ウットン）があった。
オックスフォードシャー・バッキンガムシャー軽歩兵隊はカウリーのバリンドングリーンに駐屯している。
テームズ川の南のヴェールオヴホワイトホースと南オックスフォードシャーは、元々はバークシャーだったが、1974年に移動した。反対にレディングのカバーシャムは、元々オックスフォードシャーだった。
2004年6月、会計検査官は1100万ポンド（23億1352万4992円（2006年4月20日 (木) 08:34 (UTC)）現在）の使い道の説明がないとして社会保障関係の決算書の署名を拒否した。
広大な農地が広がる田園地帯であり、古くから地主・農業関係者の力が強い。数十年にわたる保守党の強い地盤として知られ、元党首・首相のデービッド・キャメロンの選挙区もこのオックスフォードシャーにあった。

## 町と市
（Bは元々バークシャーにあったもの）
- アビンドン (Abingdon) B
- バンベリー (Banbury)
- ビスター (Bicester)
- バーフォード (Burford)
- カータートン (Carterton)
- チッピングノートン (Chipping Norton)
- ディドコット (Didcot) B
- フェアリンドン (Faringdon) B
- ヘンリーオンテームズ (Henley-on-Thames)
- オックスフォード (Oxford)
- テーム (Thame)
- ウォリングフォード (Wallingford) B
- ウォンテージ (Wantage) B
- ウィットニー (Witney)
- ウッドストック (Woodstock)

オックスフォードシャーの村落の完全な一覧表は、List of places in Oxfordshireを参照のこと。

## 産業と経済
- モーリス自動車は1910年モーリス自転車としてオックスフォードに創業、1913年に自動車会社となる。
- MGは1929年にアビンドンで創業。
- 2005年のオックスフォードシャーの域内総生産額は、約115億6000万ポンドである。

## 名所
- ブレナム宮殿 — UNESCO世界遺産
- チナー・プリンセスリズボロー鉄道 — 蒸気機関車とディーゼル機関車で運行する保存鉄道
- ディドコット鉄道センター — グレート・ウェスタン鉄道の博物館
- ナショナル・トラスト　グレイコート
- ケルムスコットマナー — ウィリアム・モリスの家
- オックスフォード
- 川と漕艇博物館
- テームズ川
- ラウシャム邸宅と庭園